# Nuestros tiempos - Il futuro è ora
Nuestros tiempos - Il futuro è ora (Nuestros Tiempos) è un film del 2025 diretto da Chava Cartas.

## Trama
Nel 1966 i due fisici Nora ed Héctor viaggiano attraverso il tempo arrivando al 2025. Mentre Nora si ambienta, Héctor è combattuto tra l'amore per lei e un mondo che dà il potere alle donne. 

## Distribuzione
Il film è stato distribuito in streaming sulla piattaforma Netflix l'11 giugno 2025.